# 韋伯斯特格羅夫斯 (密蘇里州)
韋伯斯特格羅夫斯（英語：Webster Groves）是位於美國密蘇里州聖路易斯縣的城市。

## 人口
根據2020年美國人口普查的數據，韋伯斯特格羅夫斯的面積為15.31平方千米，皆為陸地。當地共有人口24010人，而人口密度為每平方千米1,568人。